# Plistonax albolinitus
Plistonax albolinitus är en skalbaggsart som först beskrevs av Bates 1861.  Plistonax albolinitus ingår i släktet Plistonax och familjen långhorningar. Inga underarter finns listade i Catalogue of Life.